# Групове підкріплення
Групове підкріплення, комунальне підкріплення (англ. communal reinforcement) — соціальний феномен, процес, завдяки якому міцне переконання всередині певної соціальної групи (англ. commune) формується за допомогою повторення деякого твердження (деякої ідеї, концепції) членами цієї групи. Процес відбувається незалежно від того, чи були проведені відповідні дослідження або чи підтверджено достатніми емпіричними даними створюване переконання настільки, щоб бути прийнятим раціональними людьми. Процес також не залежить від істинності чи хибності повторюваного твердження (ідеї, концепції). Отже, поширеність у групі певого переконання не є свідченням його істинності чи хибності.
Часто засоби масової інформації сприяють цьому процесу, некритично підтримуючи різні неперевірені і не підкріплені фактами концепції або ідеї, не висвітлюючи скептично навіть найбезглуздіші з них. Фраза «мільйони людей не можуть помилятися» зазвичай вказує на загальну тенденцію без сумніву приймати інформацію, підкріплювану групою, що часто призводить до широкого поширення міських легенд, міфів і чуток.
Групове підкріплення пояснює, як люди можуть передавати незрозумілі помилки з покоління в покоління. Воно також пояснює, як деякі голослівні поради, підкріплені лише іншими настільки ж голослівними порадами всередині спільноти психотерапевтів, соціологів, психологів, теологів, політиків, ведучих ток-шоу тощо, можуть бути переконливішими і витісняти результати наукових досліджень або точні факти, отримані незацікавленими особами.
Групове підкріплення частково пояснює, чому половина американських підлітків заперечує еволюцію, чому багато людей вірять у створення світу й інші біблійні історії, а також чому людина часто вірить псевдонауковим, паранормальним і окультним твердженням, які постійно з'являються в ЗМІ.
Групове підкріплення також пояснює, чому зазвичай раціональні і освічені люди можуть прийняти за правду подібні історії, коли вони пропонуються «комфортною групою» у важкі психологічні моменти. Кожен лідер культу знає про силу групового підкріплення в поєднанні з ізоляцією адептів від всебічної інформації.